# Ceratocader
Ceratocader is een geslacht van wantsen uit de familie van de Tingidae (Netwantsen). Het geslacht werd voor het eerst wetenschappelijk beschreven door Carl John Drake in 1950.

## Soorten
Het genus bevat de volgende soorten:

- Ceratocader armatus (Hacker, 1928)
- Ceratocader bridgettae Moir & Lis, 2012
- Ceratocader coatesi Moir & Lis, 2012
- Ceratocader dentatus (Hacker, 1928)
- Ceratocader fulvus B. Lis, 2000
- Ceratocader langlandsi Moir & Lis, 2012
- Ceratocader monteithi B. Lis, 2000
- Ceratocader piae Moir, 2022
- Ceratocader spiculas Moir, 2022